# Buzz Aldrin
Buzz Aldrin, rozený Edwin Eugene Aldrin, Jr., brigádní generál USAF v. v. (* 20. ledna 1930, Montclair, New Jersey) je bývalý americký vojenský pilot a astronaut. Stal se druhým člověkem, který vstoupil na povrch Měsíce.

## Životopis

### Kariéra v armádě
Vystudoval na Montclair High School a poté navštěvoval vojenskou akademii United States Military Academy ve West Point, kterou v roce 1951 absolvoval jako třetí nejlepší ve třídě. V Korejské válce létal na strojích F-86 Sabre a připsal si dva sestřely letounů MiG-15. Poté, co opustil Koreu, působil jako instruktor na základně Nellis AFB v Nevadě. Působil také na U. S. Air Force Academy a následně se přesunul do Německa, kde na základně Bitburg létal na strojích F-100 Super Sabre. Aldrin armádu opustil, aby mohl studovat na MIT (Massachusetts Institute of Technology), kde získal v roce 1963 doktorát z astronautiky. Po ukončení studií se opět vrátil k armádě, přičemž ji opustil v roce 1972 po 21 letech služby.

### Působení u NASA

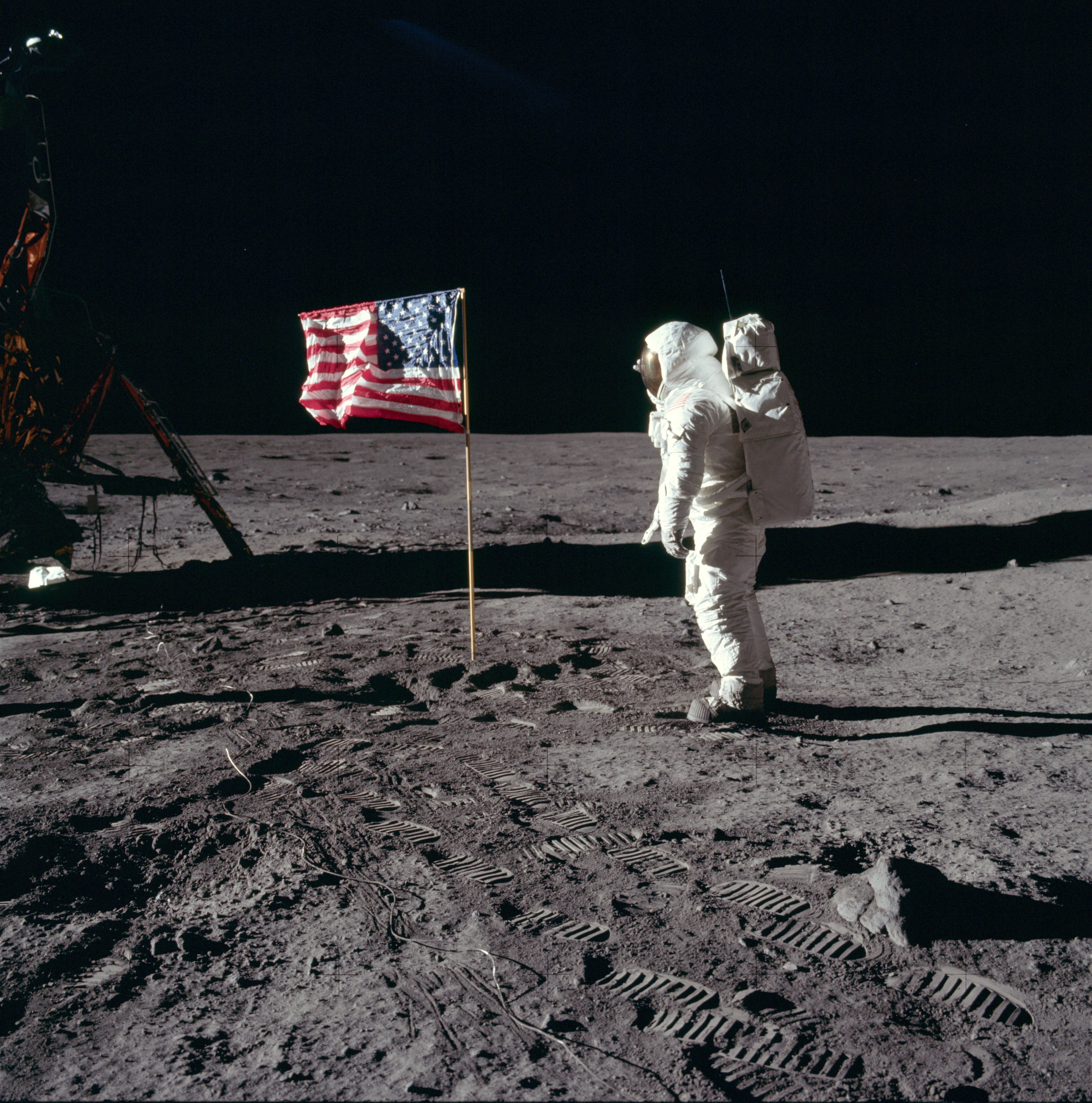
Buzz Aldrin na povrchu Měsíce

V říjnu 1963 byl Aldrin vybrán do třetí skupiny astronautů. Jeho seriózní a intelektuální přístup byl při plánování misí Gemini neocenitelný, ale Aldrin nebyl vybrán do žádné z posádek. Až po tragické smrti hlavní posádky Gemini 9 se ze záložní posádky stala hlavní a do nové záložní posádky byl vybrán Aldrin. Do vesmíru se poprvé dostal jako člen posádky Gemini 12, poslední mise projektu Gemini. V roce 1969 se účastnil jako pilot lunárního modulu mise Apollo 11 a stanul, po Neilu Armstrongovi, jako druhý člověk na povrchu Měsíce.

### Lety do vesmíru
V kosmické lodi Gemini 12 byl druhým pilotem. Odstartoval spolu s velitelem lodě Jamesem Lovellem z floridského kosmodromu na Mysu Canaveral v listopadu 1966. Během své mise se spojili s raketou Atlas-Agena. Aldrin absolvoval výstup do vesmíru (EVA) v délce 5,5 hodiny. Přistáli s kabinou lodě na vlnách oceánu po letu trvajícím 94 hodiny.
O tři roky později startovala trojčlenná posádka mise Apollo 11 opět z Floridy. Devětatřicetiletý Aldrin měl funkci pilota měsíčního modulu, partnery mu byli Neil Armstrong a Michael Collins. Společně s Amstrongem přistál a vystoupil 20. července 1969 na povrch Měsíce. Po 21 hodinách pobytu na Měsíci oba odletěli zpět k lodi kroužící na orbitě Měsíce a odletěli k Zemi. Přistáli s kabinou lodě v Tichém oceánu po letu trvajícím 195 hodin.
- Gemini 12 (11. listopadu 1966 – 15. listopadu 1966)
- Apollo 11 (16. července 1969 – 24. července 1969)

### Odchod do civilu
Poté se už nezúčastnil žádné další vesmírné mise a vrátil se zpět k letectvu, kde působil na manažerském postu. Jeho kariéře ovšem škodily jeho osobní problémy. Ve své autobiografii Return to Earth přiznává, že po odchodu od NASA trpěl depresemi a alkoholismem. Armádu opustil v roce 1972 a začal působit v soukromém sektoru, například dělal reklamy automobilce Volkswagen.
V roce 2002 ho prezident George W. Bush jmenoval do Prezidentské komise pro budoucnost leteckokosmického průmyslu Spojených států (Presidential Commission on the Future of the United States Aerospace Industry).
V současnosti působí v Národní vesmírné společnosti (National Space Society). Je majitelem společnosti Starcraft Enterprises.

## Rodinné poměry

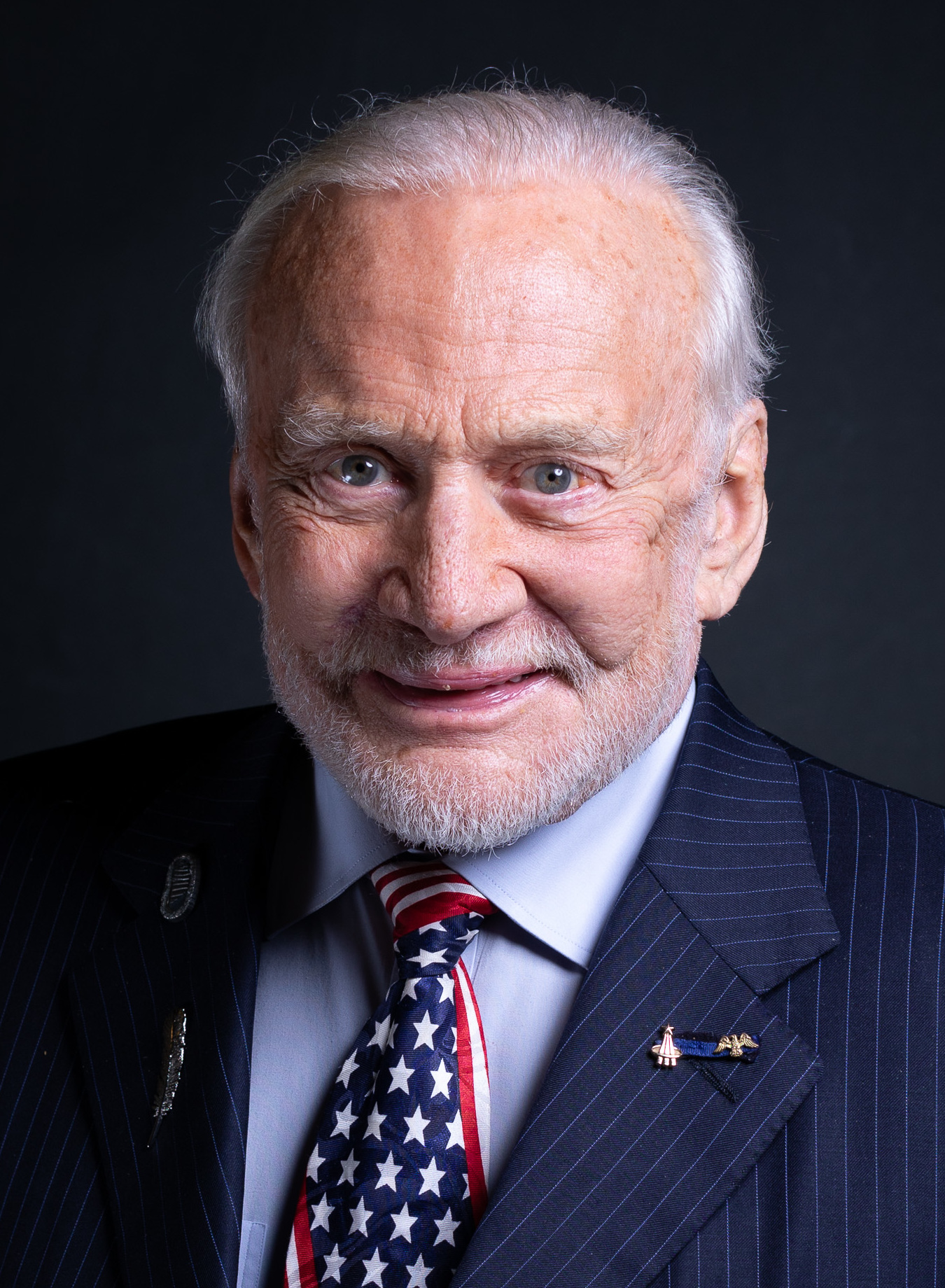
Buzz Aldrin v roce 2019

Počátkem 80. let 20. století si oficiálně změnil křestní jméno na „Buzz“, které bylo původně jeho přezdívkou z dětských dob a které vzniklo zkrácením z nesprávné výslovnosti „buzzer“ (foneticky „baze“) slova „brother“ (tj. „bratr“, výslovnost „braze“), jak je vyslovovala jeho sestra.
Od února 1988 byl potřetí ženatý a to s Lois Driggs rozenou Cannonovou. Jejich společná rodina měla šest dospělých dětí a jednoho vnuka. Manželství vydrželo 23 let, skončilo rozvodem stejně jako předchozí manželství s Joan rozenou Archerovou a Beverly rozenou Van Zileovou.

## Zajímavosti
I když se Buzz Aldrin stal až „druhým člověkem“, který otiskl svou nohu do povrchu Měsíce, má na svém kontě jiné prvenství. Stal se historicky prvním člověkem, který kdy močil na jiném tělese ve vesmíru.
Buzz Aldrin je věřící (presbyterián), po přistání na Měsíci v Apollo 11 provedl osobní svaté přijímání (záležitost však nebyla zveřejněna kvůli kontroverzím v souvislosti se čtením z biblické knihy Genesis při obletu Měsíce Apollem 8).
Na Aldrinovu počest byl v roce 1970 pojmenován kráter Aldrin poblíž místa přistání Apolla 11 (selenografické souřadnice 1,4° s. š., 22,1° v. d., průměr 3 km). Jeho příjmení nese také planetka (6470) Aldrin, kterou objevil v roce 1982 na observatoři na Kleti Antonín Mrkos.
V roce 2000 byl zapsán v Ohiu do National Aviation Hall of Fame (Národní letecká síň slávy).
Jeho herecká kariéra je poměrně bohatá.  Má hvězdu na Hollywoodském chodníku slávy. Například namluvil sám sebe pro epizodu seriálu Simpsonovi „Deep Space Homer“, kde spolu s Homerem Simpsonem a fiktivním astronautem Racem Banyonem letí do vesmíru.
V roce 2011 si zahrál ve filmu Transformers 3 sám sebe. V roce 2012 hrál taktéž sám sebe v seriálu Teorie velkého třesku (pátá epizoda šesté série „The Holographic Excitation“).
Dále hrál sám sebe v 20. epizodě 4. řady seriálu 30 Rock.
Ve videohře Mass Effect 3 (2012) nadaboval postavu dědečka, který svému vnukovi vypráví příběh o hlavní postavě hry – veliteli Shepardovi.